# Mohammed Hassan Kakar
Mohammed Hassan Kakar (Lagmán, 1935) es un historiador afgano.

## Vida
Licenciado en la Universidad de Kabul y doctorado en la Universidad de Londres, era profesor de Historia en la primera al producirse la intervención soviética de 1979. Debido a su prominencia internacional (dio clases en Boston y Harvard), se libró de la represión a pesar de su oposición al régimen de entonces. En 1981 obtuvo la cátedra de Historia de dicha Universidad. Sin embargo, en 1982 fue finalmente arrestado, acusado de dar cobijo y auxilio a disidentes pertenecientes a la facción Parcham. Condenado en un juicio sumario, sin abogado, fue sentenciado a 18 años de prisión.
Las presiones de Amnistía Internacional, otras asociaciones en defensa de los derechos humanos, diversos profesores universitarios, y, en especial, del informador de las Naciones Unidas en el país, Felix Ermacora, lograron su puesta en libertad en 1987, momento que aprovechó para huir junto con su familia a Peshawar, en Pakistán.
Miembro de la Unión de Escritories del Afganistán Libre, la Asociación de Profesores Universitarios de Afganistán, y del Movimiento para un Gobierno Representativo en Afganistán, actualmente vive en San Diego, California, y es profesor de la UCSD.

## Obras
- Afghanistan. A Study in International Political Developments, 1880–1896''. Lahore, Punjab Education Press, 1971.
- Government and Society in Afghanistan: The Reign of Amir Abd Al- Bahman Khan. Austin, University of Texas Press, 1979.
- The Soviet Invasion and the Afghan Response, 1979-1982. Berkeley, University of California Press, 1995.
- A Political and Diplomatic History of Afghanistan, 1863-1901. Brill, Leiden, 2006.